# Kräutergarten
Kräutergarten ist ein Garten oder Gartenteil, der speziell für Küchenkräuter, Würzkräuter oder Heilkräuter angelegt wurde. Schon der Begriff Kraut ist unspezifisch und entzieht sich einer exakten Definition. Er deckt sich nicht mit der botanischen Definition krautiger Pflanzen. Die meisten Kräutergartenpflanzen sind Stauden oder Zwerggehölze, sie stammen oft, aber nicht notwendigerweise aus dem Mittelmeerraum und sind oft wohlriechend. Aber auch einjährige Pflanzen wie Dill, Borretsch und Bohnenkraut werden als Kräuter bezeichnet.
Da die benötigten Mengen klein waren, wurden die meisten Gewürz-, Heil- und Duftpflanzen in Gärten, nicht auf Feldern angebaut. Es gibt jedoch auch Ausnahmen, wie zum Beispiel den Safran.

## Geschichte

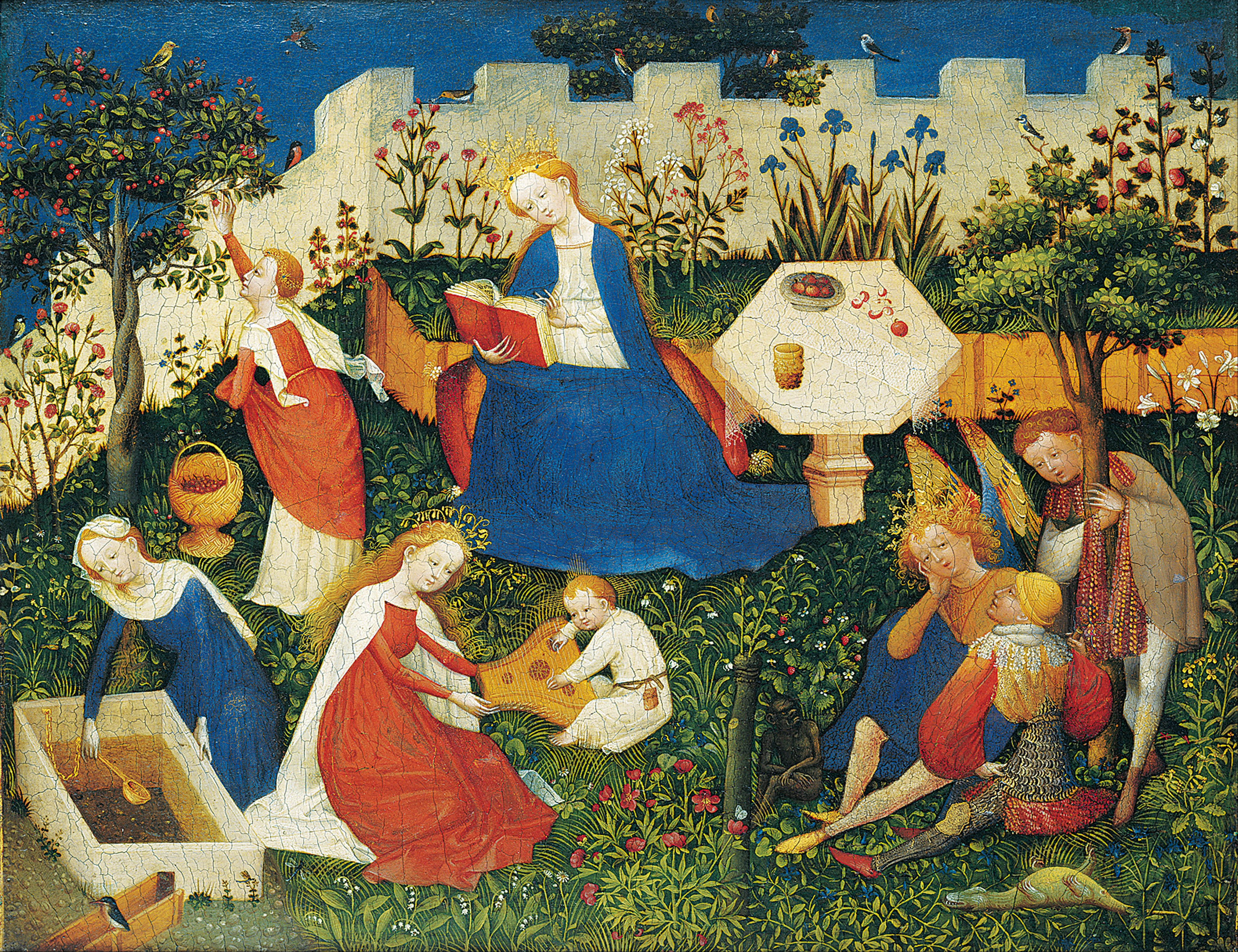
Paradiesgärtlein, um 1410, mit der Abbildung zahlreicher Kräuter und Rosengewächse

Angaben über das Alter dieses Gartentyps lassen sich ebenso schwer machen. Häufig aufgestellte Behauptungen wie „[…] einige der ältesten Gärten waren Kräutergärten“ können kaum je belegt werden. Viele heutige Küchenkräuter sind Archäophyten, sie können aber auch seit dem Neolithikum unabsichtlich mit anderem Saatgut eingeschleppt worden sein.
Für den Kräutergarten des babylonischen Königs Marduk-apla-iddina II. (regierte 721–710 und 703 v. Chr.) ist eine Artenliste erhalten: Die meisten Pflanzennamen können nicht übersetzt werden, der Garten enthielt aber Dill, Koriander, Lauch, Zwiebeln, Knoblauch, Kresse, Schalotten, Portulak, Rote Beete (?), Minze (?), Oreganum, Thymian, Rauke, Weinraute (?), Rüben, Gurken, Fenchel, Griechisch Heu und eine Tamariske, also eine Mischung aus Gemüse- und Gewürzpflanzen.
Seit der Eisenzeit, vermehrt der Römerzeit, ist in Mittel- und Westeuropa ein Import von Kräutern zu kulinarischen Zwecken belegt. Einige davon wurden auch lokal angebaut. In Longeuil-Sainte-Marie in Frankreich wurde eine große Einhegung ausgegraben, die in kleine Beete unterteilt war, die vielleicht als Gartenbeete dienten. Ein verbrannter Kürbisrest weist auf die angebauten Pflanzen hin. Bohnenkraut, Dill, Fenchel, Koriander, Majoran und Sellerie wurden auch nach dem Abzug der römischen Truppen angebaut.
Viele mittelalterliche Klostergärten waren vor allem Kräutergärten; die Grenze zum Apothekergarten ist fließend. Auch der von dem Abt Benedikt von Aniane nach dem Capitulare de villis vel curtis imperii Karls des Großen angelegte Garten enthielt vor allem Kräuter. Der Liber de cultura hortorum des Walahfrid Strabo in 444 Hexametern ist eine weitere wichtige Quelle über den Aufbau mittelalterlicher Kräutergärten. Der St. Galler Klosterplan aus dem frühen 9. Jahrhundert enthält ebenfalls einen Kräutergarten. Aufgelassene Kräutergärten lassen sich manchmal durch Reliktpflanzen nachweisen, wie das Beispiel der Kells Priory in der irischen Grafschaft Kilkenny belegt. Kräuter konnten jedoch auch aus symbolischen oder sentimentalen Gründen angebaut werden, wie der Garten von Thomas Morus in London zeigt. Rosmarin symbolisierte hier Angedenken und Freundschaft.
Ausführlich schildert das Liederbuch der Clara Hätzlerin um 1471 einen Kräutergarten in dem Gedicht Von dem Mayenkrantz.
In modernen Gärten werden Kräuter oft vor allem wegen ihres Duftes angepflanzt. Pflanzen wie Schnittlauch oder Fenchel werden als reine Zierpflanzen eingesetzt. In seinem Daily Telegraph-Garten auf der Chelsea Flower Show 2011 verwendete Cleve West auch blühendes Petersilie als dekoratives Element, was inzwischen zum Beispiel in Dixter nachgeahmt wird. Zurzeit werden Kräutergärten gerne zu Zierzwecken in Form einer Kräuterspirale angelegt. Kräutergärten als Teil von Ziergärten kamen Anfang der 1980er Jahre in Mode. Die Gärtnerei Hollington stellte auf der Chelsea Flower Show einen Kräutergarten aus und gewann eine Silbermedaille, Goldmedaillen folgten. Es werden inzwischen Farbvarietäten traditioneller Kräuter für Zierzwecke gezüchtet, besonders von Salbei und Thymian, aber auch weißblütiger Borretsch und Schnittlauch. Auch geflammte Melisse, Mädesüß und rote Gartenmelde (Atriplex hortensis var. rubra) sind populär.

## Historische und rekonstruierte historische Kräutergärten
Kräutergärten sind oft Teil von Botanischen Gärten. Originale Kräutergärten aus dem Mittelalter oder der frühen Neuzeit sind nicht erhalten. Es gibt jedoch eine Anzahl von Gärten, bei denen versucht wird, historische Kräutergärten (oder Pläne derselben) nachzugestalten oder Pflanzen, die zu einer bestimmten Zeit bekannt oder in Nutzung waren, zu präsentieren.

### Deutschland
- Kräutergarten Karls des Großen hinter dem gotischen Rathaus in Aachen mit 50 Kräutern aus dem Capitulare, angelegt 1965[15]
- Nachbau des Hortulus des Walahfrid Strabo im Institut für Gemüsebau der TU Berlin durch K.-S. Seipoldy[16]
- Arzneipflanzengarten (Braunschweig)
- Apothekergarten im Kloster Lorch in Baden-Württemberg
- Klostergarten im Weltkulturerbe Kloster Lorsch in Hessen
- Kräutergarten im Kloster Michaelstein in Sachsen-Anhalt
- Garten im Freilichtlabor Lauresham in Lorsch in Hessen nach dem karolingischen capitulare de villis
- Kräutergarten nach dem St. Galler Klosterplan im Campus Galli bei Meßkirch (verkleinerte Rekonstruktion im Maßstab 1:2), angelegt 2013
- Arzneipflanzengarten (Marburg)
- Garten nach dem capitulare de villis im Archäologischen Freilichtmuseum Oerlinghausen
- Kräutergarten Kloster Altomünster in Bayern
- Kräutergarten des KZ Dachau

### Schweiz
- Gessner-Garten im Alten Botanischen Garten Zürich

### Großbritannien
- Chelsea Physic Garden, London
- John Gerard-Garten, Barber’s Hall, London

## Neue Anlagen
- Kräutergarten Bad Mühllacken
- Kräutergarten Oppelhain
- Kräutergarten in Sissinghurst Castle, Kent, angeblich die artenreichste Anlage in England